# NGC 2146
NGC 2146 (również PGC 18797 lub UGC 3429) – galaktyka spiralna z poprzeczką (SBab/P), znajdująca się w gwiazdozbiorze Żyrafy w odległości 70 milionów lat świetlnych. Została odkryta w 1876 roku przez Friedricha Winnecke. Galaktyka ta ma około 80 000 lat świetlnych średnicy.

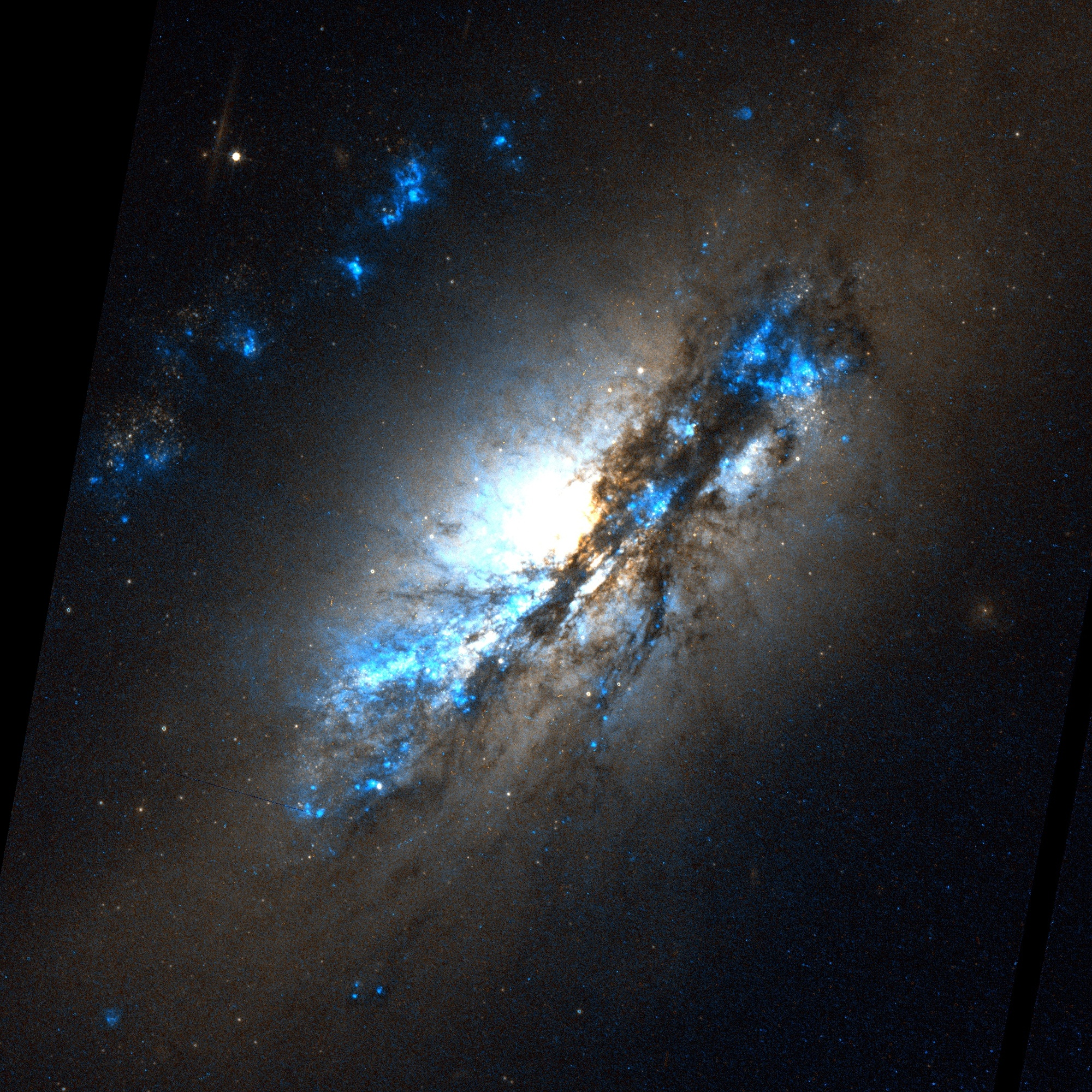
Centrum NGC 2146 z widocznymi szczegółami (HST)

NGC 2146 została znacząco odkształcona w wyniku potężnej siły, która skręciła struktury galaktyki o 45°. Jest to skutek grawitacyjnego oddziaływania sąsiadującej galaktyki, która doprowadziła do zmian orbity gwiazd w NGC 2146. Proces, który dziś obserwujemy trwa już zapewne od dziesiątek milionów lat.
Galaktyka NGC 2146 jest również galaktyką gwiazdotwórczą, gdyż zachodzą w niej intensywne procesy gwiazdotwórcze. Ten stan jest dosyć często obserwowany w galaktykach spiralnych z poprzeczką, jednak dodatkowe odkształcenie dysku galaktyki zapewne przyspiesza ten proces, zaburzając i kompresując bogate w wodór obłoki międzygwiazdowe.
W galaktyce tej zaobserwowano supernową SN 2005V.